# Costa Magica

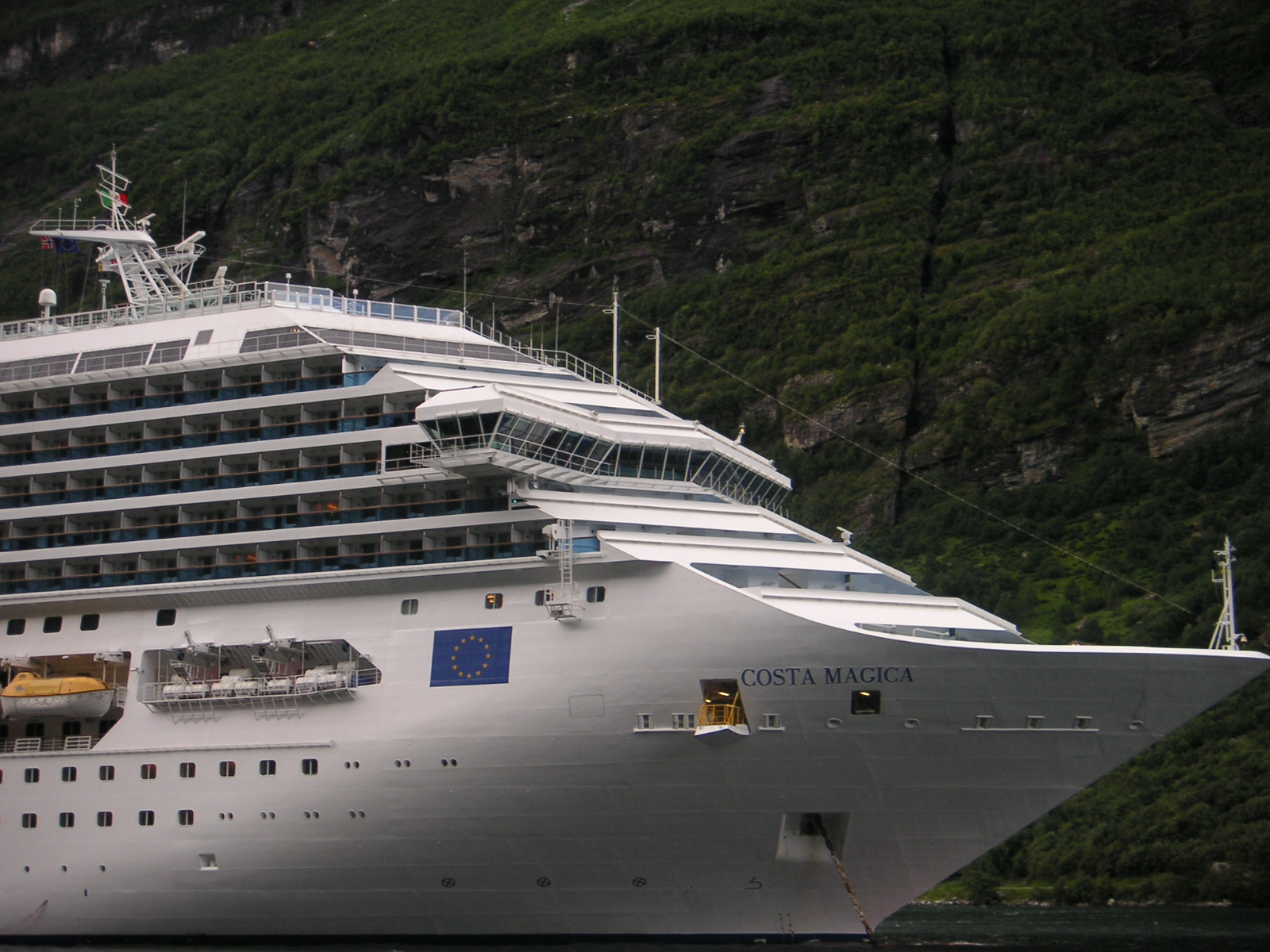
Die Costa Magica vor Geiranger

Die Costa Magica ist ein bis 2023 von der Reederei Costa Crociere eingesetztes Kreuzfahrtschiff. Das Schiff wurde im Jahr 2004 fertiggestellt und war bis Mitte des Jahres 2006 das Flaggschiff der Reederei, bis es von der Costa Concordia abgelöst wurde. Seit 2024 heißt das Schiff Goddess of the Night.

## Geschichte
Das Schiff wurde unter der Baunummer 6087 bei Fincantieri in Genua gebaut und am 14. November 2003 ausgedockt. Im November 2004 wurde das Schiff abgeliefert und kam unter italienischer Flagge mit Heimathafen Genua in Fahrt.
Im Juni 2021 gab die Carnival Corporation, Mutterkonzern von Costa Crociere, den geplanten Wechsel der Costa Magica zur Carnival Cruise Line im Jahr 2022 bekannt, um die Kapazitäten auf dem amerikanischen Markt zu erhöhen. Ein Jahr später wurden diese Pläne geändert, stattdessen gab die Carnival Corporation bekannt, dass die bisherige Costa Luminosa zur Carnival Cruise Line wechseln und ab November 2022 als Carnival Luminosa eingesetzt werden soll. Die Costa Magica verblieb zunächst in der Flotte von Costa Crociere. 
Im Jahr 2023 wurde das Schiff hingegen an die griechische Reederei Seajets verkauft und in Mykonos Magic umbenannt. Im April 2024 wurde bekannt, dass das Schiff ab dem 15. Juli desselben Jahres als Goddess of the Night unter der neuen Marke Neonyx Cruises für Seajets eingesetzt werden sollte. Zuvor war das Schiff Anfang des Monats in der Türkei in ein Trockendock gekommen.
Vor dem Einsatz als Kreuzfahrtschiff sollte das Schiff vom 9. bis zum 17. Juni 2024 während des G7-Gipfels in Fasano als schwimmendes Hotel zur Unterbringung von eingesetzten Polizisten dienen. Dieser Einsatz wurde jedoch durch Beschwerden über starke Verschmutzung des Schiffs sowie unbenutzbare Sanitäranlagen verhindert und die Personen in Hotels, einer Schule und auf einer Fähre untergebracht. Das Schiff wurde am 12. Juni zur Beweissicherung wegen des Vorwurfs von Betrug und Vertragsbruch bezüglich der Mietzahlung von 6,5 Millionen Euro von den italienischen Behörden beschlagnahmt und der Start des Kreuzfahrtbetriebs um ein Jahr verschoben.[veraltet]

## Das Schiff

### Stil
Italienische Orte sind das Leitthema des Schiffes.
So sind alle Restaurants, Bars und Lidos nach solchen benannt: Costa Smeralda, Portofino, Spoleto, Ostia Antica, Salento, L’Aquila, Isola Bella, Positano, Bellagio, Maratea, Vicenza.
Zudem sind die Decks nach italienischen Malern des Barocks und der Renaissance benannt (Guercino, Giorgione, Tintoretto, Raffaello, Michelangelo, Leonardo, Caravaggio, Perugino, Veronese, Giotto, Tiziano, Tiepolo, Mantegna).

### Ausstattung
Das Schiff verfügt neben einem dreistöckigen Theater (Teatro Urbino) über einen Spa-Bereich, vier Swimmingpools, davon einer mit einer Wasserrutsche, Whirlpools, eine Bibliothek, ein Casino, eine Ladengalerie mit Drogerien, einem Juwelier, Boutiquen, einem Duty-Free-Shop und einem Fotostudio.

## Einsatzgebiete
- Dezember 2007 – März 2008: Kreuzfahrten in Südamerika mit Basishafen Santos
- März 2008: Transatlantikkreuzfahrt von Santos nach Savona
- März – November 2008: Kreuzfahrten im Mittelmeer
- März 2010: Transatlantikkreuzfahrt von Santos nach Savona
- April – Mai 2010: Kreuzfahrten im Mittelmeer
- Mai – August 2010: Kreuzfahrt zur Ostsee, rund um Norwegen, Island und Spitzbergen
- September 2010: Rückfahrt von Kiel nach Savona
- Oktober – Mai 2011: Kreuzfahrten im Mittelmeer
- Juni – Juli 2011: Kreuzfahrten im Nord-Ostseeraum
- Winter 2011/2012: Kreuzfahrten in Südamerika
- Sommerhalbjahr 2012: Kreuzfahrten ab Savona im westlichen Mittelmeer als Ersatz der verunglückten Costa Concordia.
- Winter 2012/13: Kreuzfahrten im westlichen und östlichen Mittelmeer
- Sommerhalbjahr 2013: Mittelmeerkreuzfahrten ab/bis Venedig
- Winter 2013/14: Kreuzfahrten in der südlichen Karibik ab/bis Guadeloupe[13]
- Winter 2018/19: Kreuzfahrten in der südlichen Karibik ab/bis Pointe-à-Pitre, Guadeloupe